# 마이터봉
마이터봉(Mitre Peak)은 뉴질랜드 남섬 사우스랜드 지방의 밀포드 사운드에 있는 해발 1,692m의 그림같은 최고봉이다. 뉴질랜드와 관련된 사진에서 가장 많이 등장하는 봉우리 가운데 하나이다.

## 개요
뉴질랜드 남부의 특징적인 모양의 봉우리는 가톨릭교회 주교의 모자인 마이터를 닮았다고 해서 이름지어진 것인데, 당시 아케론호의 선원(HMS Acheron)들의 투표로 지어진 것이다. 뉴질랜드 남섬의 남서쪽에 있는 피오르드랜드 국립공원 밀포드 사운드의 해안에서 가까우며, 놀랄만한 경치를 가지고 있다. 사운드의 수면에서 나와 1,692m를 올라가면, 실제로는 다닥다닥 붙은 다섯 개의 봉우리가 뭉쳐져 하나로 보이는 것이다.